# Garaettok
El garaettok es un tipo de ttok o pastel de arroz coreano con forma de cilindro largo blanco. Se hace golpeando harina de arroz al vapor. Se emplea en varias recetas coreanas, como tteokbokki (aperitivo picante) o ttok sanchok (brocheta de pastel de arroz). El garae ttok cortado fino se usa para hacer tteok guk, una sopa de pastel de arroz.